# New Day Rising
New Day Rising es el tercer álbum de estudio de la banda estadounidense de punk rock Hüsker Dü, lanzado en 1985 por la discográfica SST Records. Aunque es menos exitoso que su anterior trabajo, Zen Arcade, New Day Rising de alguna manera ayudó a crear el modelo para el rock alternativo de la próxima década. La marca registrada del guitarrista y cantante principal, Bob Mould, la distorsión fuzz, aún está presente, pero abandonaron gran parte de los esfuerzos previos de áspera crudeza en favor de un sonido más melódico.

## Música
La pista del título del álbum se abre con la repetición mántrica "new day rising", entregando un lento incremento de niveles de intensidad y desesperación. También están presentes algunas de las canciones más famosas del grupo, como "The Girl Who Lives on Heaven Hill" y "Celebrated Summer".
Al final de "Plans I Make" hay una corta conversación en el estudio, probablemente entre Spot, Hart, y Mould, que parece haber ocurrido inmediatamente después de terminada la grabación de la canción. Es casi inaudible.

## Reacción de la crítica
El disco fue elogiado por muchos críticos como el mejor álbum de la banda, aunque muchos dan ese título a Zen Arcade.[cita requerida] New Day Rising fue ubicado en el puesto trece en los "100 mejores álbumes 1985-2005" de la revista Spin. En el 2003 fue clasificado en el número 495 en la lista de los "500 mejores álbumes de todos los tiempos" de la revista Rolling Stone. La revista también incluyó a la canción "New Day Rising" en el puesto 96 de las "100 mejores canciones de guitarra".

## Lista de canciones
Todas las canciones escritas por Bob Mould, excepto cuando se indique.

### Lado uno
1. "New Day Rising" (Mould, Hüsker Dü)   – 2:31
2. "The Girl Who Lives on Heaven Hill" (Grant Hart)  – 3:03
3. "I Apologize"  – 3:40
4. "Folk Lore"  – 1:34
5. "If I Told You" (Hart, Mould)  – 2:05
6. "Celebrated Summer"  – 3:59
7. "Perfect Example"  – 3:16

### Lado dos
1. "Terms of Psychic Warfare" (Hart)  – 2:17
2. "59 Times the Pain"  – 3:18
3. "Powerline"  – 2:22
4. "Books About UFOs" (Hart)  – 2:40
5. "I Don't Know What You're Talking About"  – 2:20
6. "How to Skin a Cat" (Mould, Hüsker Dü)  – 1:52
7. "Whatcha Drinkin'"  – 1:30
8. "Plans I Make" (Mould, Hüsker Dü)  – 4:16